# Lądowisko Sochaczew-Szpital
Lądowisko Sochaczew-Szpital – lądowisko sanitarne w Sochaczewie, w województwie mazowieckim, położone przy ul. Batalionów Chłopskich 3/7. Przeznaczone jest do wykonywania startów i lądowań śmigłowców sanitarnych i ratowniczych w dzień i w nocy o dopuszczalnej masie startowej do 5700 kg.
Zarządzającym lądowiskiem jest Zespół Opieki Zdrowotnej Szpitala Powiatowego w Sochaczewie. W roku 2011 zostało wpisane do ewidencji lądowisk Urzędu Lotnictwa Cywilnego pod numerem 62